# Seefeld (Gemeinde Seefeld-Kadolz)
Seefeld ist eine Ortschaft und eine Katastralgemeinde der Marktgemeinde Seefeld-Kadolz im Bezirk Hollabrunn in Niederösterreich. Die Ortschaft hat 357 Einwohner (Stand 1. Jänner 2024).
Bis Ende 1966 war Seefeld eine eigenständige Gemeinde.

## Geografie
Der mit Großkadolz verwachsene Ort ist zwar deutlich kleiner, dafür aber bedeutender. Er ist der Sitz des Schlosses und der Herrschaft, der Pfarre und zugleich Markt. Er wird vom Seefelder Bach durchflossen, der bei Großkadolz in die Pulkau mündet.

## Geschichte
Im Jahr 1108 werden anlässlich der Weihe der Kirche von Wullersdorf die Orte Chadoltis und Chadoltismarchat genannt, womit Großkadolz bezeichnet wurde und mit Chadoltismarchat möglicherweise jene Siedlung, die heute Seefeld genannt wird. Beide Orte sind mit dem Adelsgeschlecht der Chadolde verbunden: Heinrich von Seefeld, mit dessen Tod 1268 die Seefelder Linie der Chadolde erlosch, begründete um 1250 den Markt und die Pfarre Seefeld. Die Herrschaft gelangte 1276 an König Rudolf I., der sie als Reichslehen an den Burggrafen von Nürnberg verlieh, wo es bis 1779 verblieb. Diese verliehen das Lehen an die Kuenringer, die bis zu ihrem Aussterben im Jahr 1594 den Ort prägten. Der letzte Kuenringer, Johann VI. Ladislaus, ist in der Pfarrkirche Seefeld beigesetzt.
Den Kuenringern folgten die Schönkirchen nach und ab 1629 die Grafen von Hardegg, die nach Verkauf der Burg Hardegg ihren Sitz gänzlich nach Seefeld verlegten und Seefeld und Großkadolz erneuerten. Nachdem im Bayerischen Erbfolgekrieg die Brandenburger 1779 auf ihre Lehensrechte verzichteten, wurde Seefeld ein landesfürstliches Lehen, da sweiterhin die Familie Hardegg innehatte.
Laut Adressbuch von Österreich waren im Jahr 1938 in der Marktgemeinde Seefeld ein Bäcker, ein Eisenwarenhändler, ein Fleischer, ein Friseur, zwei Gastwirte, drei Gemischtwarenhändler, ein Glaser, zwei Kürschner, ein Maurermeister, ein Müller, zwei Schlosser, ein Schmied, drei Schneider und eine Schneiderin, vier Schuster, eine Sparkasse, ein Tischler, ein Weinsensal, zwei Zuckerwarenhändler und einige Landwirte ansässig. Weiters gab es beim Ort eine Ziegelei.
Mit 1. Jänner 1967 wurde Seefeld mit Großkadolz zu Seefeld-Kadolz fusioniert.

## Kultur und Sehenswürdigkeiten
- Schloss Seefeld
- Katholische Pfarrkirche Seefeld hl. Anna

## Persönlichkeiten
- Leutold I. von Kuenring-Dürnstein (1243–1312), Inhaber der Herrschaft
- Johann VI. Ladislaus (um 1560–1594), der letzte Kuenringer, lebte und starb in Seefeld